# Betacam

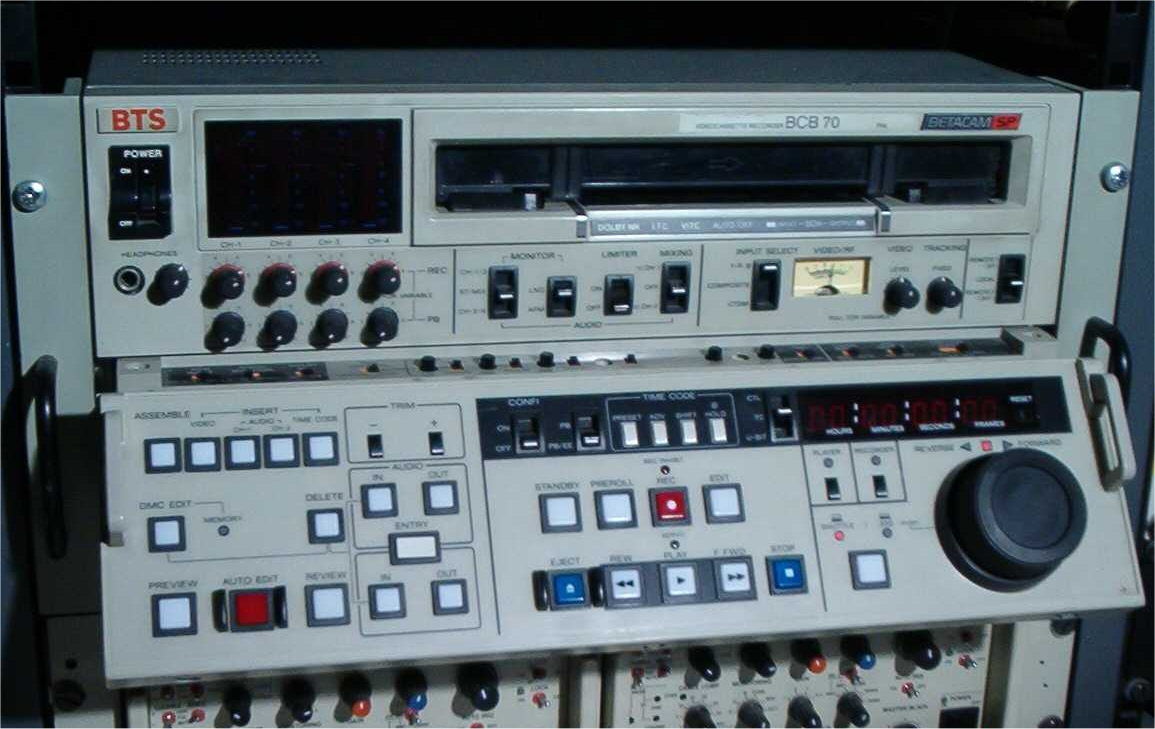
Magnétoscope Betacam-SP enregistreur

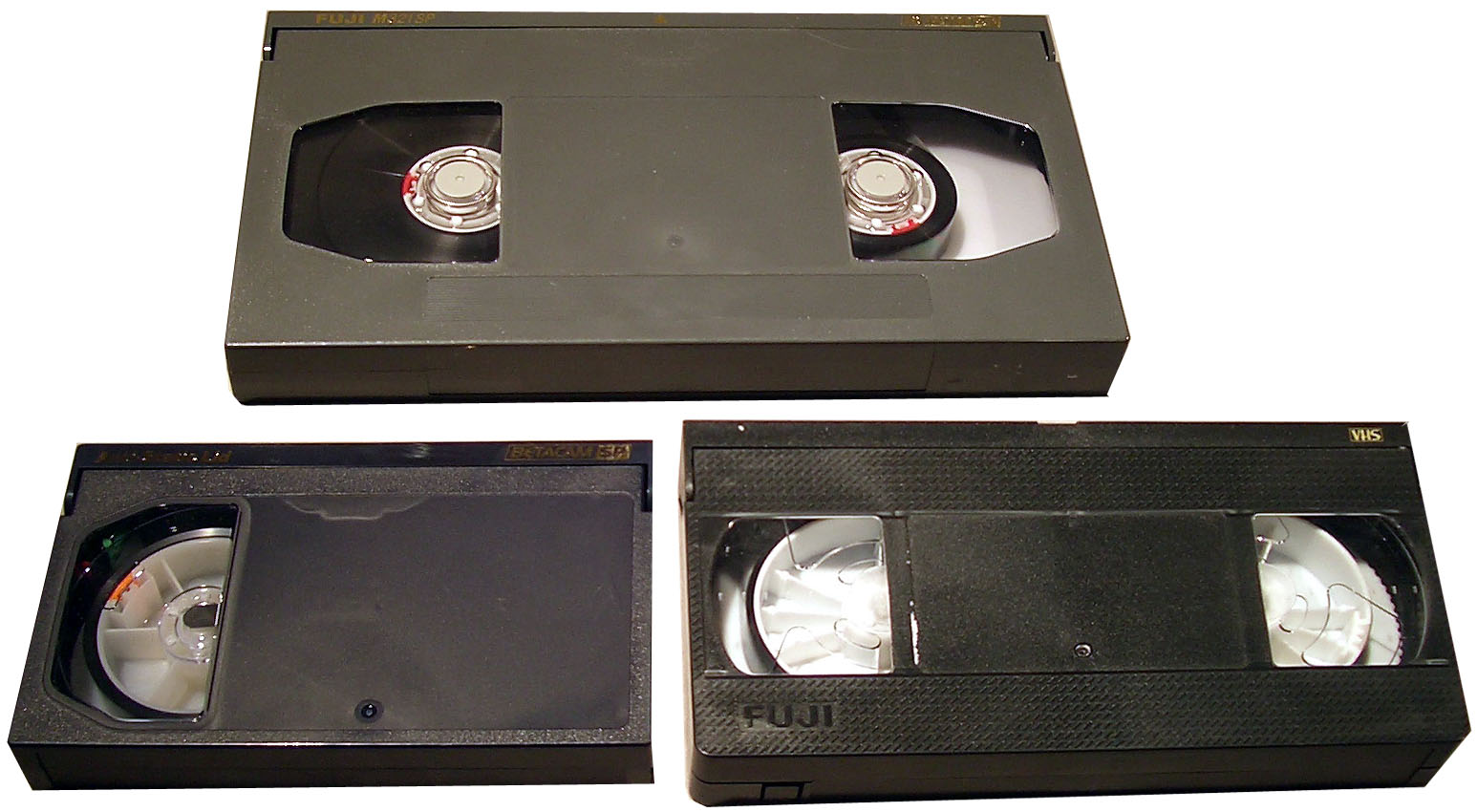
Comparaison de cassettes: Betacam SP L (haut), Betacam SP S (gauche), VHS (droite)

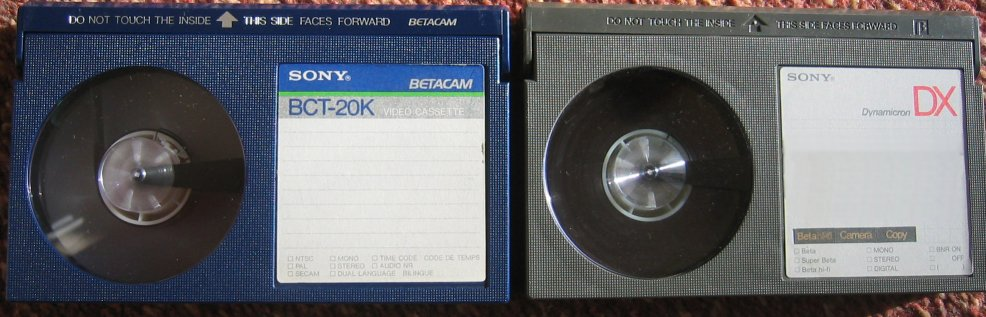
Les premieres cassettes Betacam sont interchangeables avec les Betamax, toutefois les enregistrements eux-mêmes ne sont pas compatibles.

Le Betacam est un format d'enregistrement vidéo professionnel sur bande magnétique développé par Sony à partir de 1982.

Les cassettes, dont la bande fait 1/2 pouce de large, comme la VHS, existent en deux tailles : S et L. Les caméras enregistrant en Betacam ne peuvent être chargées qu'avec des cassettes de type S alors que certains magnétoscopes peuvent utiliser les types S et L. L'ensemble de la cassette est colorée différemment selon le format, permettant de les identifier facilement. Une clé mécanique est intégrée, pour permettre au magnétoscope de reconnaître le format de la cassette lorsqu'elle est intégrée.

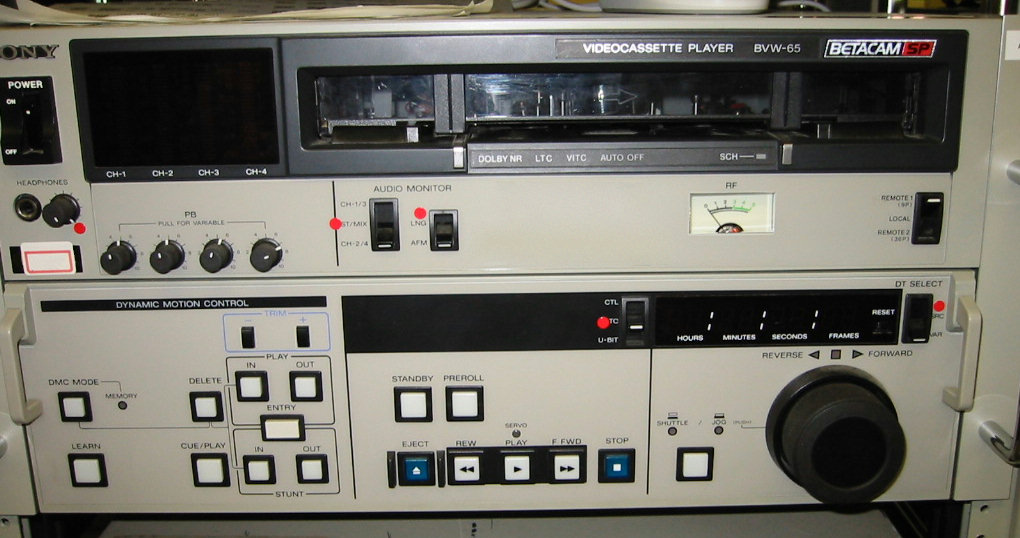
Magnétoscope Sony Betacam-SP VTP BVW-65

## Betacam / Betacam SP

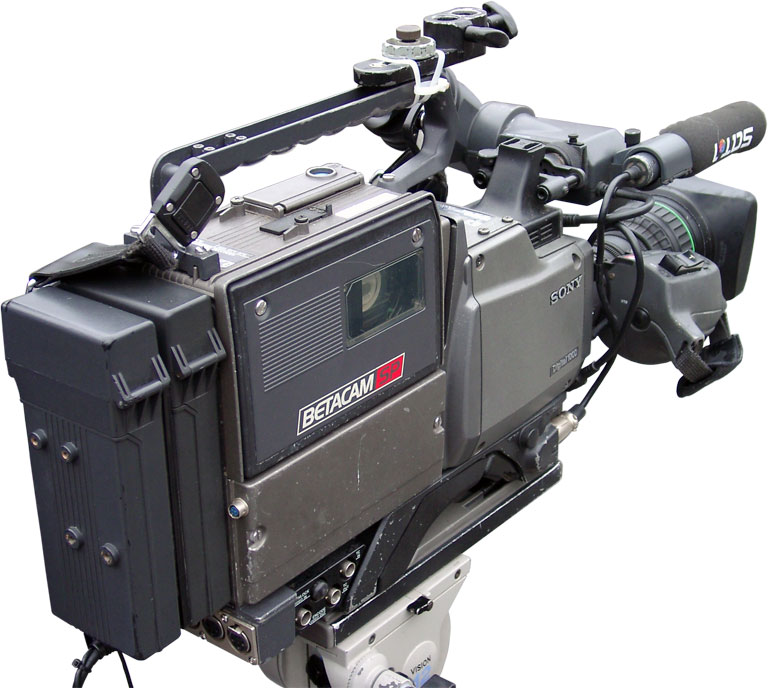

Le format originel Betacam a été lancé en 1982. C'est le premier format analogique professionnel permettant d'enregistrer sur une bande magnétique de manière séparée les signaux de luminance (sur une piste) et de chrominance (sur une autre en utilisant le multiplexage temporel CTDM). La définition est de 300 lignes. La couche audio bénéficie d'un filtrage Dolby C.
En 1987 est développé la Betacam SP qui augmente la définition horizontale à 400 lignes (jusqu'à 700 lignes pour les versions les plus récentes), la fiabilité (bandes métal), la bande passante et la qualité sonore (le nombre de pistes audio passe de 2 à 4). Le Beta SP (pour 'Superior Performance') devient le standard pour la plupart des chaînes de télévision jusqu'à la fin des années 1990.

## Digital Betacam ou Betacam numérique

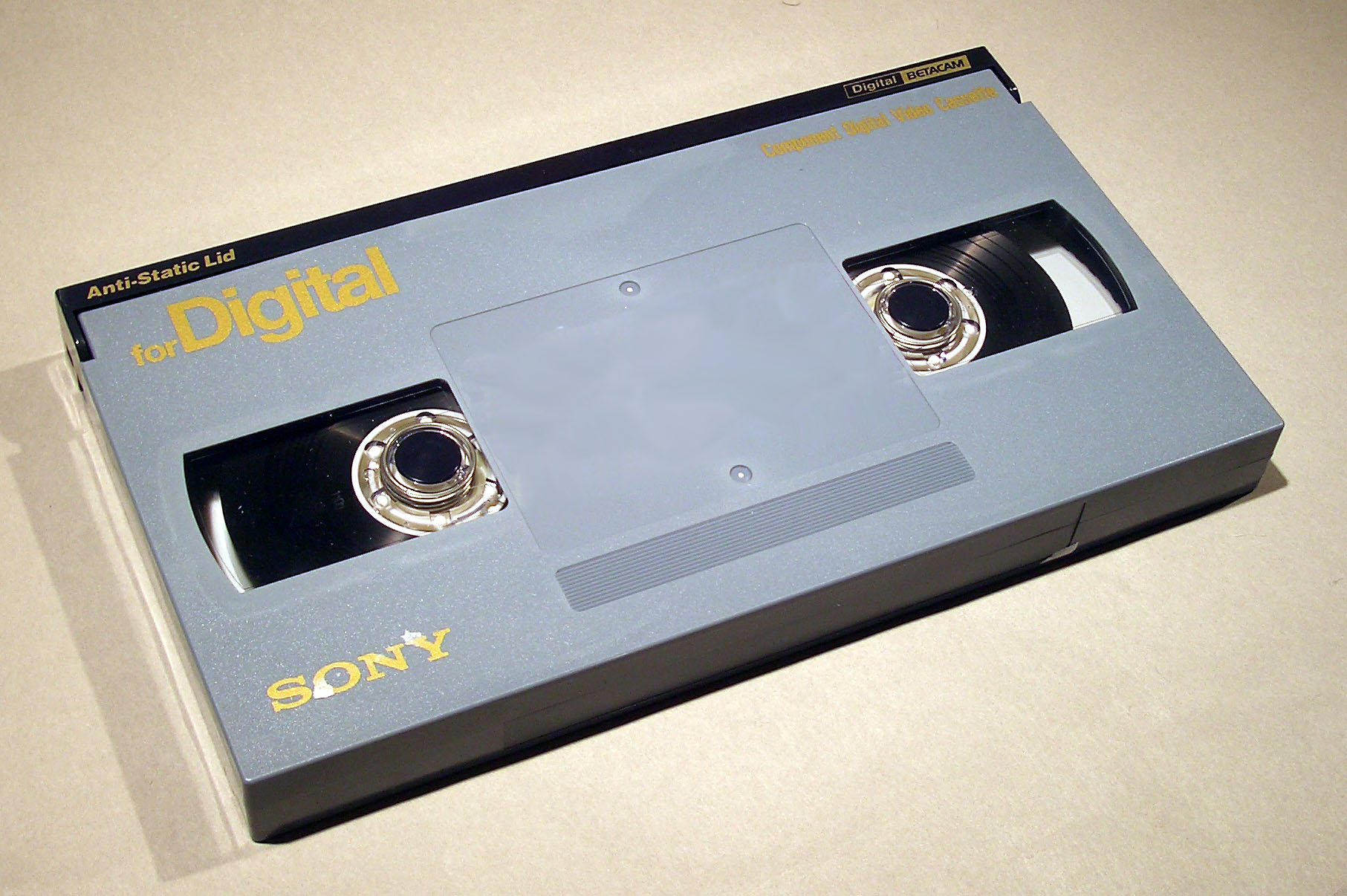
Digital Betacam L

Le Digital Betacam, traduit en français par Betacam numérique, aussi abrégé en Bétanum, est sorti en 1993. Le format s'améliore par rapport aux deux formats précédents en passant à l'échantillonnage numérique, tout en coûtant significativement moins cher que le format D1 (bandes de 3/4 de pouce), avec une meilleure qualité et une plus grande fiabilité ainsi qu'un encombrement restreint. Les cassettes de petite taille permettent une durée d'enregistrement de 40 minutes, les grandes de 124 minutes.
Le format Betacam numérique enregistre le signal vidéo en utilisant une compression intra-image de type MJPEG (soit 50 trames compressées JPEG par seconde) et donc - entre autres - une compression de type DCT sur le signal au format composantes, avec une quantification sur 10 bits (YUV de type 4:2:2). Les modes d'enregistrement 625 et 525 lignes utilisent respectivement 720 x 576 et 720 x 486 points, avec un débit vidéo moyen de l'ordre de 100 Mbit/s.
La bande audio est enregistrée sur quatre canaux, échantillonnés à 48 kHz, quantifiés sur 20 bit, codage PCM. Cela permet l'utilisation de codeurs multicanaux, par exemple le système Dolby E. Un cinquième canal analogique (rarement utilisé) est disponible pour le cueing, et une piste est réservée pour l'enregistrement du Time-code (LTC).
Certains équipements Betacam numérique disposent, en option, de l'électronique et des têtes sur le tambour nécessaires à la compatibilité avec les formats analogiques Betacam et Betacam SP, en lecture uniquement. Cela permet d'intégrer plus facilement la multitude de formats en gardant le câblage inchangé. Ces bancs sont identifiables à la présence d'un logo "A" sur leur pupitre.
Le Digital Betacam est considéré comme le meilleur format pour le travail avec des sources de définition "standard" (SD), surpassant des solutions plus économiques comme le DVCAM et le DVCPRO. Ces formats compressent d'un facteur de 5 le débit du signal vidéo, dégradant visiblement l'image, quand le Betacam numérique compresse avec un facteur de 2 et ne détériore que très peu le signal brut. Il existe néanmoins un format DVCPRO 50 de qualité comparable (3.3:1).
Un autre point qui a permis une intégration rapide, est l'utilisation de l'interface SDI. Celle-ci peut utiliser une ancienne liaison coaxiale (à condition d'une bonne qualité) pour transporter la vidéo et même le signal audio. C'est un coût en moins.

## Betacam SX
Le Betacam SX est une version à bas coût du format Bétacam numérique. Il utilise une compression MPEG 4:2:2 MP@ML (Main Profile @ Main Level), soit une compression de type JPEG intra-image et une compression inter-image à base de GOP (GOP 2 en l'occurrence), ainsi que quatre pistes audio échantillonnées à 48 kHz sur 16 bits en PCM. Tous les équipements Betacam SX sont capables de lire les cassettes Betacam SP. Les types S permettent d'enregistrer jusqu'à 62 minutes, les types L 194 minutes.